# Tua per sempre (singolo)
Tua per sempre è un singolo della cantante italiana Elisa, pubblicato il 13 settembre 2019 come quinto estratto dal decimo album in studio Diari aperti.

## Descrizione
Il brano, scritto da Tropico e arrangiato da Elisa con Francesco Katoo Catitti, Andrea Rigonat, Taketo Gohara, è tratto da una lettera degli anni 1940 inviata da una donna verso il proprio compagno arruolato per la Seconda guerra mondiale. Elisa ha raccontato il significato del brano e la scelta di interpretarla:

## Accoglienza
Recensendo l'album Diari aperti, Fabio Fiume di All Music Italia definisce il brano una «ballata che vive del contrasto tra la battuta forte e la scelta d’interpretarla in soffusi falsetti nelle strofe» che risultano «spesso raddoppiati vocalmente», con un «inciso pieno, melodioso ed anche pretenzioso».

## Tracce
Testi di Davide Petrella, musiche di Elisa Toffoli, Francesco Katoo Catitti, Andrea Rigonat, Taketo Gohara.
1. Tua per sempre – 3:27

## Video musicale
Il videoclip, diretto dal duo Attilio Cusani, è stato pubblicato in concomitanza con l'uscita del singolo, il 13 settembre 2019.

## Successo commerciale
In Italia è stato il 68º singolo più trasmesso dalle radio nel 2019.

## Classifiche
| Classifica (2019) | Posizione massima |
| ----------------- | ----------------- |
| Italia            | 88                |